# Mohammed Hussain
Sayed Muhammad Hussain, född 1 oktober 1911, död 28 februari 1977, var en indisk landhockeyspelare.
Hussain blev olympisk guldmedaljör i landhockey vid sommarspelen 1936 i Berlin.